# Zlatohlávek (rod)
Cetonia (zlatohlávek) je rod brouků (Coleoptera) z čeledi vrubounovití (Scarabaeidae). Jedním z nejrozšířenějších druhů v Evropě je zlatohlávek zlatý (C. aurata).

## Druhy
| - Cetonia aeratula - Cetonia angulicollis - Cetonia asiatica - Cetonia aurata (Zlatohlávek zlatý) - Cetonia aurataeformis - Cetonia bensoni - Cetonia carthami - Cetonia chinensis - Cetonia cypriaca - Cetonia delagrangei - Cetonia delfilsi - Cetonia filchnerae - Cetonia funeraria - Cetonia gotoana - Cetonia iijimai - Cetonia izuensis - Cetonia kemali - Cetonia kolbei | Cetonia magnifica Cetonia pallida Cetonia pilifera Cetonia pililineata Cetonia pisana Cetonia pokornyi Cetonia prasinata Cetonia pygidionotis Cetonia rhododendri Cetonia roelofsi Cetonia rutilans Cetonia sexguttata Cetonia sichuana Cetonia sicula Cetonia tane Cetonia viridescens Cetonia viridiopaca Cetonia viridiventris |